# Euphone (musique)
Pour les articles homonymes, voir Euphone.
L'euphone (Euphon, nom original en langue allemande) est un instrument de musique original inventé par Ernst Chladni (1756-1827) en 1789 et achevé en 1790. Il consiste en une caisse carrée contenant 42 petits cylindres de verre qu'on frotte avec les doigts mouillés, et dont la vibration se communique à des tiges métalliques situées à l'intérieur. Il est considéré comme une évolution de l’Armonica de Benjamin Franklin (1706-1790). Cet instrument est un métallophone à friction.

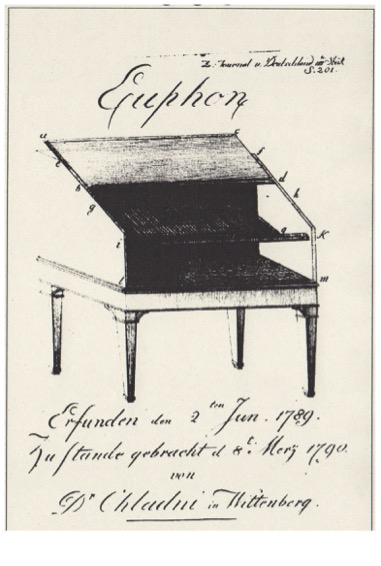
Euphone du Dr Chladni de Wittenberg (Beiträge zur Akustik. Breitkopf und Härtel, Leipzig, 1821).

« Euphone m. (Du grec Bon ; son). 1819. 1823. 1839 Instrument de musique à frottement du genre de l’harmonica inventé par le docteur Chladni à Wittemberg en 1790. Il consistait en une caisse carrée d’environ trois pieds et haute de huit pouces, qui contenait 42 petits cylindres de verre dont le frottement et par suite la vibration, s’opérait sur un mécanisme intérieur (…). »

— Extrait du dictionnaire des instruments de musique . Étude de lexicologie par Rowland Wright, 1941

## Fonctionnement

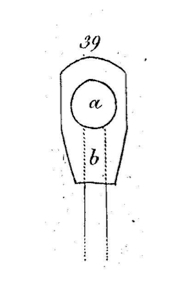
Glass bow & rods Euphone connecting element (fig. 1). Archet de verre et verge

Son fonctionnement acoustique (CHLADNI, E. F. F., Beiträge zur Akustik. Breitkopf und Härtel, Leipzig, 1821 - fig. 1), exposé dès 1801 dans un dictionnaire des instruments de musique, est basé sur la mise en vibration par des archets de verre (b) de verges métalliques cylindriques (a), encastrées dans une table d’harmonie métallique. Le système de couplage est initialement assuré par une caisse de résonance, mais encore par des pavillons acoustiques ou des tubes, divers et systèmes d’effets (plaque de réverbération, réverbération à filament ou à ressorts) peuvent être ajoutés à l’instrument. En tant qu’instrument à friction, l’existence d’antériorités remonte tant à la famille des verrophones que des violons à clous fabriqués durant le haut Moyen Âge, qu’à la facture instrumentale traditionnelle des Mbira.

## Histoire

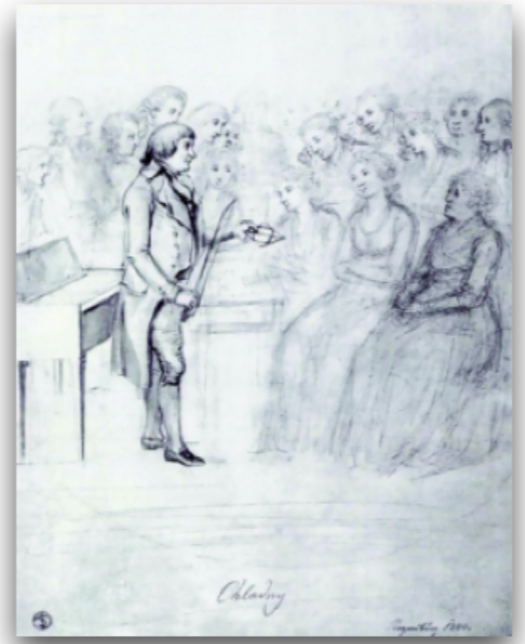

La publication des recherches scientifiques du Pr. Chladni, grâce à une bourse de recherche que lui accorde Napoléon Bonaparte (1769-1821), conduit le "scientifique voyageur" à présenter ses travaux dans les grandes cours d'Europe. La continuité de la recherche scientifique contribue à l’invention des harpes métalliques au XIXe siècle, sous l’impulsion de Calhoun Deagan (en) (1853-1954), en lien aux travaux de Albert Marloye (1785-1874). Puis les recherches du Pr. Henri Bouasse (1866-1953) consolident le développement de la famille instrumentale des vergeophones, notamment concrétisée par l’invention du Waterphone, évolution du "Rail Violon" par Richard A. Waters (en) (1935-2013). Diverses évolutions de l’Euphone (traduction française) – dont Pr. Chladni se plaint de l’absence de référence faite à son invention  - tels le Clavicylindre ou le Terpodion, par Ludwig Buschmann (1805-1864) et Johann Christian Dietz (1773-1849) de copies telles l’orgue de verre Lasry-Baschet, par François (1920-2014) et Bernard Baschet (1917-2015) en collaboration avec Jacques (1918-2014) et Yvonne Lasry (1921), et de magnifications, le Cristal Baschet, accompagnent ses écrits, ajoutant à la facture de l’instrument les technologies qui lui sont contemporaines. 
La redécouverte universitaire de l’Euphon en 2010 offre des perspectives considérables pour l’établissement de l’historiographie de cet instrument. La connaissance de l’organotope de cet instrument provient des données organologiques appartenant au domaine de la facture instrumentale étendu à la création musicale (répertoire, interprètes) et à la transmission (savoir-faire, technique instrumentale), distingués selon la production et la prospective (transmission). Il caractérise les différentes phases de son développement. L’ajustement qualificatif et quantitatif potentiel des facteurs organologiques qu’il rassemble en déterminent le degré de précision. Ses connaissances,  rassemblées par Frédéric Bousquet dans sa thèse de doctorat intitulée «  Une approche de la facture instrumentale du Titanium Euphone à travers l’étude de l’orgue de verre  Lasry Baschet et du Cristal Baschet, étendue à celle de l’Euphon de E. F. F. Chladni », soutenue à l’Université Paris 8 en 2018, enrichissent considérablement la conception et la facture contemporaine de l’Euphone (Fig. 3 Titanium Euphone 2012, 6 octaves C0-C6), vers la consolidation d’un répertoire dédié. 

## Titanium Euphone (2012), 6 octavias (C0-C6)
L'euphone est aujourd'hui produit par l'entreprise Titaniumsound, dirigée par Dr. Frédéric Bousquet. La société Deep Tech Titaniumsound™ est labellisée « Entreprise du patrimoine vivant » par le Ministère français de l’Économie, comme étant la seule au monde à développer la facture instrumentale de l’euphone.
Frédéric Bousquet est le spécialiste mondial de l’euphone, synthèsiste sonore acoustique, musicien et compositeur, facteur d’instrument maître artisan en Métier d’Art, récipiendaire des savoir-faire des frères Baschet, concepteur de la dernière génération des cristals Baschet de 1997 à 2012, artisan de la renaissance de l’Euphone et de l’introduction des matériaux aéronautiques et des technologies de pointe dans sa facture, concepteur du Titanium Euphone depuis 2012.
Frédéric Bousquet poursuit une recherche fondamentale et universitaire dans les domaines de la facture instrumentale contemporaine et de l’écologie sonore.

## Citation
« Des imitateurs se hâtèrent de marcher sur ses traces et d’exploiter son idée. Ainsi parurent le Terpodion, le Mélodion, le Panmélodion, tous basés sur le même principe que l’Euphone. Tandis que les uns applaudissaient aux efforts de Chladni, que les autres exploitaient sa découverte à leur profits, lui-même il songeait sans cesse au moyen d’améliorer le mécanisme de l’instrument, dont, naturellement, les effets était plus curieux que suaves. Le clavicylindre, qui n’est point, on doit le voir par ce qui précède, un euphone perfectionné, quoique le désir de perfectionner l’euphone ait mis Chladni sur la voie, offrait la même forme qu’un piano carré ; mais ses dimensions sont moindres (...) Les sons approchent, quant aux timbres et à la qualité, de ceux de l’harmonica ; mais ils ont l’avantage de ne pas exciter d’irritation dans le système nerveux. »

— Michaud, J. F. ; Michaud, L. G.,  Biographie universelle, ancienne et moderne. Supplément. Vol. 61. Paris, 1811-1828, p. 25